# Белорусское курсивное письмо

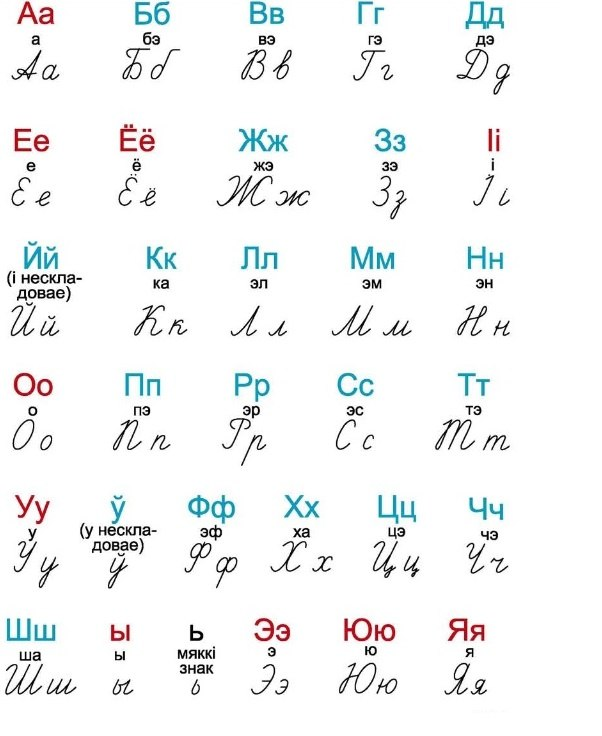
Белорусский рукописный алфавит из букваря А.Клышки

Белорусское курсивное письмо (бел. беларускае рукапіснае пісьмо) — начертательная разновидность белорусского кириллического письма, используемая при связном письме рукой. Начертание букв значительно отличается от типографского шрифта. Современное белорусское курсивное письмо появилось под влиянием русского рукописного письма и отличается начертанием букв заглавных букв П и Т. До середины XX века в белорусском курсиве было больше аутентичных вариантов написания букв, которые позже были вытеснены из-за проведения политики русификации. Среди населения белорусское курсивное письмо часто используется и для написания текстов на русском языке.

## История белорусского рукописного письма
В связи с упадком старобелорусской письменности большое распространение в Беларуси в XVIII — начале XX в. получил латинский алфавит (латинка). Латинкой были напечатаны произведения В. Дунина-Марцинкевича, Франтишка Богушевича и других писателей. С возникновением легальной белорусской прессы, для передачи звуковой системы белорусского языка была приспособлена русская кириллическая письменность.
Впрочем, в белорусских языковедческих кругах конца XIX — первой трети XX века проводились многочисленные попытки по усовершенствованию белорусской графики, которые были насильно заторможены в 1930 году и полностью прекращены после реформы белорусского правописания в 1933 году.

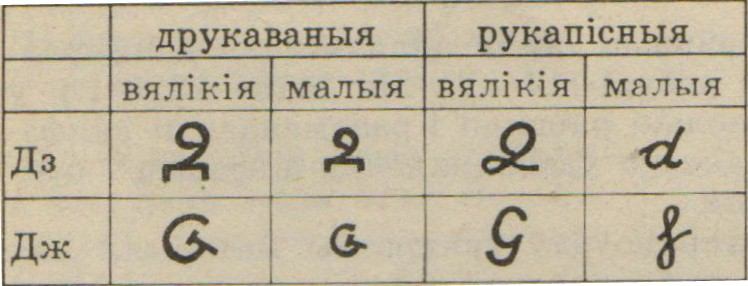
Проекты букв для диграфов дз и дж, предложенные Владимиром Дубовкой [https://www.nlb.by/upload/prod/Maladnyak/Dubowka/2_Piasniar_shypshynavaj_krainy/6_Proekt_litar_dlia_zgukaw_dz_i_dzh.pdf

В своё время поэтом Карусём Каганцом было предложено использовать рукописное написание  для буквы ц, Владимиром Дубовкой в журнале «Узвышша» в 1928 году — использовать отдельные буквы для диграфов дз и дж.

## Вариации написания букв
В Беларуси рукописное письмо изучается в школе в первом классе. Как и в русском рукописном тексте при быстром письме иногда становятся неразличимы строчные формы букв п/н/л/к, у/ц, ш/т/м, с/е, г/ч. Такие примеры порождают неоднозначность и затрудняют восприятие написанного. Иногда некоторые носители языка используют начертание «τ» для строчного т, начертание «д» для строчного g, подчёркнутое ш, надчёркнутое строчное m, отрывные левые ножки у л и м, крестообразное х и другие модификации.